# Спешнево (Липецкая область)
Спешнево — бывшая деревня (урочище) Данковского района Липецкой области в составе Октябрьского сельсовета.

## География
Расположена на правом берегу реки Рыхотка, на востоке находится лесной массив, по югу проходит просёлочная дорога.

## Население
| 2010 |
| ---- |
| 0    |